# Ferrari 156 F1
Ferrari 512 F1 – samochód Formuły 1 zaprojektowany przez Carla Chitiego i skonstruowany przez Ferrari. Samochód był używany w sezonach 1961–1964. Ferrari 156 F1 był napędzany przez jednostki Ferrari.
W sezonie 1963 wprowadzono wersje 156 F1-63 i 156 Aero zaprojektowane Mauro Forghieriego.